# Laurhibar
Der Laurhibar ist ein Fluss, der in Frankreich im Département Pyrénées-Atlantiques in der Region Nouvelle-Aquitaine verläuft. Er entspringt unter dem Namen Ilhounatzéko Erreka in den Pyrenäen, nahe dem Pass Col Burdin Olatzé, im Gemeindegebiet von Aussurucq, entwässert zunächst in südwestlicher Richtung, dreht aber bald auf Nordwest und mündet nach insgesamt rund 28 Kilometern an der Gemeindegrenze von Saint-Jean-Pied-de-Port und Ispoure als rechter Nebenfluss in die Nive.

## Orte am Fluss
(Reihenfolge in Fließrichtung)
- Lecumberry
- Saint-Jean-le-Vieux
- Ispoure
- Saint-Jean-Pied-de-Port